# Poskromienie złośnicy
Poskromienie złośnicy (ang. The Taming of the Shrew) – komedia Williama Szekspira napisana około 1592, wydana w tzw. Pierwszym Folio (1623).
Jest jednym z pierwszych dzieł Szekspira. Zbudowana jest z pięciu aktów, akcja rozgrywa się w Padwie. Podobnie jak inne komedie Szekspira kończy się happy endem. 
Ważniejszych polskich inscenizacji dokonali m.in. Zygmunt Hübner i Krzysztof Warlikowski. Ekranizacji tej sztuki dokonał w 1967 włoski reżyser Franco Zeffirelli z Elizabeth Taylor i Richardem Burtonem w rolach głównych. W 1980 BBC zrealizowało w ramach projektu The Complete Dramatic Works of William Shakespeare wersję w konwencji teatru telewizji, w której w rolę Petruchia wcielił się brytyjski aktor komediowy John Cleese. 
Tytuł oryginału, Taming of the Shrew, większość polskich tłumaczy (m.in. Maciej Słomczyński) przenosi na język polski jako Poskromienie złośnicy. Józef Paszkowski przełożył go jako Ugłaskanie sekutnicy.

## Postacie
Główne

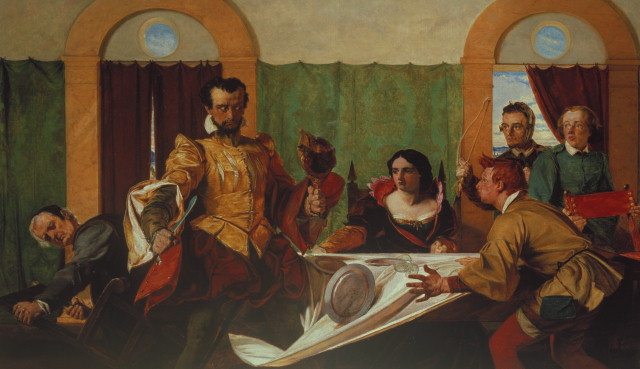
Augustus Egg, „Poskromienie złośnicy”

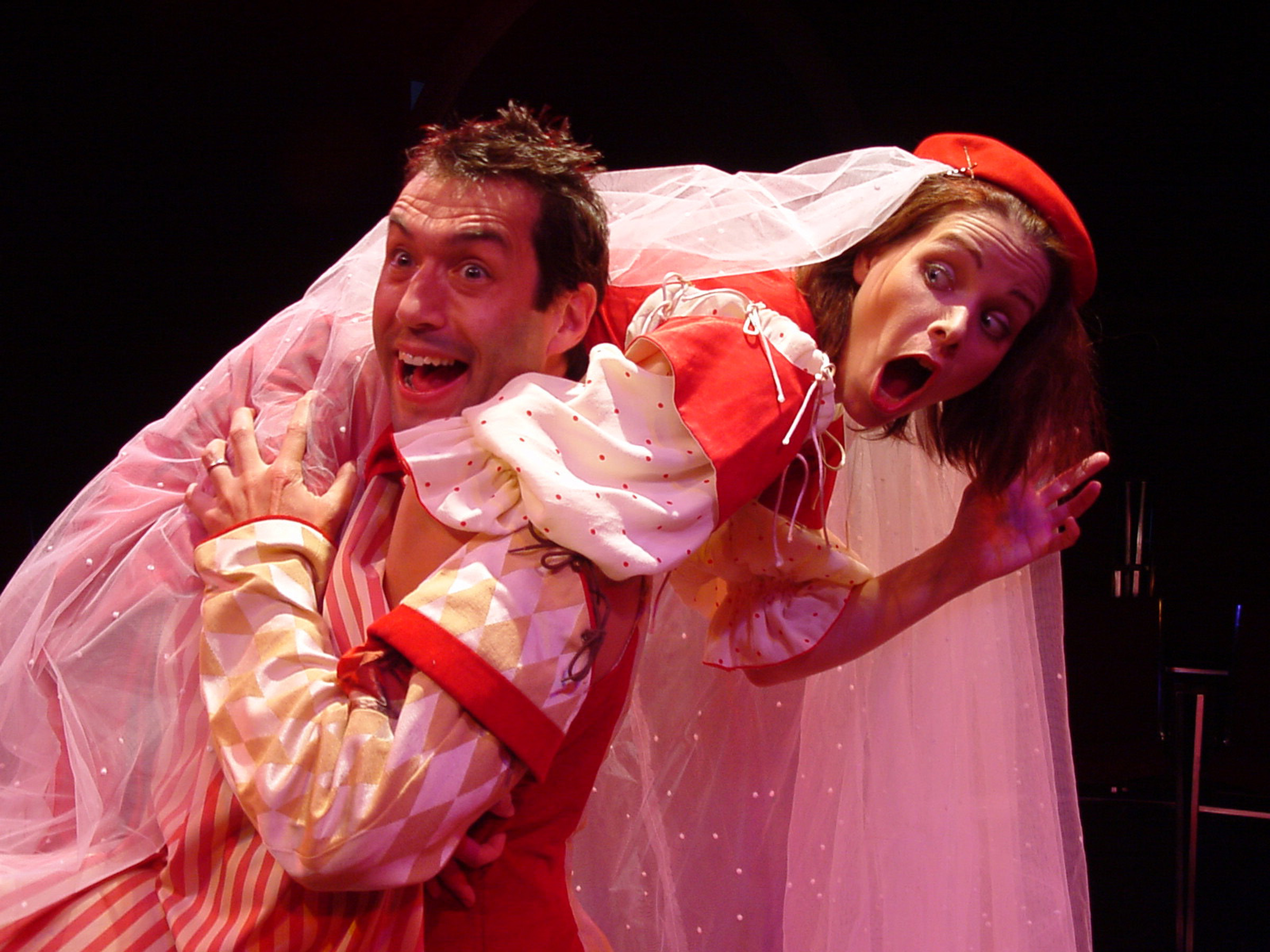
Petruchio (Kevin Black) i Katarzyna (Emily Jordan), Poskromienie złośnicy, Carmel Shakespeare Festival, październik 2003, Forest Theater, Carmel, Kalifornia, Stany Zjednoczone

- Baptista Minola – ojciec Katarzyny i Bianki
- Vincentio – ojciec Lucentia
- Katarzyna – złośnica
- Petruchio – wielbiciel Katarzyny
- Bianka – siostra Katarzyny
- Lucentio – wielbiciel Bianki
- Gremio – dawny wielbiciel Bianki
- Hortensjo – wielbiciel Bianki
- Tranio – służący Lucentia
- Biondello – służący Lucentia
- Grumio – służący Petruchia
- Curtis – służący Petruchia
- Nathaniel – służący Petruchia
- Joseph – służący Petruchia

## Fabuła
Bogaty mieszczanin z Padwy, Baptista Minola, ma dwie córki – starszą, pełną złości i humorów, nieznośną Katarzynę oraz jej młodszą siostrę, Biankę, piękną i dobrze ułożoną. Bianka ma licznych wielbicieli, którzy pragną pojąć ją za żonę. Stary Minola stawia jednak warunek – wyda za mąż młodszą córkę dopiero wtedy, gdy męża znajdzie starsza. Jeden z wielbicieli Bianki – Lucentio, młody dziedzic kupieckiej fortuny z Pizy, postanawia odgrywać rolę nauczyciela greki i łaciny, aby móc dostać się w pobliże swej wybranki i rozkochać ją w sobie. To samo czyni inny jej miłośnik, Hortensjo, udający nauczyciela muzyki. W tym samym czasie sługa Lucentia, Tranio, podając się za swego pana, oficjalnie staje w zaloty, aby zjednać przychylność ojca dziewczyny. Jego konkurentem jest podstarzały już kupiec Gremio. Ich wysiłki skazane są jednak na porażkę, póki nie znajdzie się kandydat na męża Katarzyny. Nieoczekiwanie problem rozwiązuje przybycie Petruchia z Werony, który jest tak łasy na pieniądze, iż gotów pojąć za żonę absolutnie każdą pannę, byle tylko dostać sowity posag. Tyle tylko, że musi jeszcze zdobyć względy Katarzyny lub przynajmniej opanować jej stanowczy sprzeciw. 